# Campeonato Argentino de Futebol de 1931 (AFAP)
O Campeonato Argentino de Futebol de 1931, originalmente denominado Copa Campeonato pela entidade reguladora oficial, a Asociación Argentina de Football (Amateurs y Profesionales), foi o quinquagésimo primeiro torneio da Primeira Divisão da chamada era amadora. O campeão foi o Estudiantil Porteño, que marcou a mesma quantidade de pontos que o Club Almagro, então, sendo necessário eles jogar uma partida de desempate.
Depois de ser jogada parcialmente, em 10 de maio, a primeira rodada do campeonato da Asociación Amateurs Argentina de Football, ocorreu a crise que dividiu o futebol argentino, resultando na cisão dos dezoito clubes de maior apelo para formar a Liga Argentina de Football, que organizou assim o primeiro torneio profissional, na condição de entidade dissidente. Enquanto que a entidade oficial, renomada para Asociación Argentina de Football (Amateurs y Profesionales), organizou simultaneamente o seu próprio torneio, que foi jogado entre 28 de junho e 27 de dezembro, em um único turno de todos contra todos, com a participação de dezessete equipes.[carece de fontes?]

## Equipes participantes
| Equipe                      | Cidade       |
| --------------------------- | ------------ |
| Almagro                     | Buenos Aires |
| Argentino de Banfield       | Banfield     |
| Argentino de Quilmes        | Quilmes      |
| Banfield                    | Banfield     |
| Barracas Central            | Buenos Aires |
| Colegiales                  | Buenos Aires |
| Defensores de Belgrano      | Buenos Aires |
| El Porvenir                 | Gerli        |
| Estudiantes                 | Buenos Aires |
| Estudiantil Porteño         | Buenos Aires |
| Excursionistas              | Buenos Aires |
| Nueva Chicago               | Buenos Aires |
| San Fernando                | San Fernando |
| Club Atlético de San Isidro | San Isidro   |
| Sportivo Barracas           | Buenos Aires |
| Sportivo Buenos Aires       | Buenos Aires |
| Sportivo Palermo            | Buenos Aires |

## Classificação final
| Pos | Equipes                        | Pts | J  | V  | E | D  | GM | GS | SG  |
| --- | ------------------------------ | --- | -- | -- | - | -- | -- | -- | --- |
| 1.  | Almagro                        | 26  | 15 | 13 | 0 | 2  | 45 | 13 | +32 |
| 1.  | Estudiantil Porteño            | 26  | 15 | 12 | 2 | 1  | 31 | 17 | +14 |
| 3.  | Social y Sportivo Buenos Aires | 22  | 15 | 11 | 0 | 4  | 26 | 16 | +10 |
| 4.  | El Porvenir                    | 21  | 15 | 9  | 3 | 3  | 34 | 20 | +14 |
| 5.  | Excursionistas                 | 17  | 15 | 7  | 3 | 5  | 36 | 27 | +9  |
| 5.  | Nueva Chicago                  | 17  | 15 | 7  | 3 | 5  | 22 | 24 | -2  |
| 7.  | Argentino de Quilmes           | 16  | 15 | 7  | 2 | 6  | 24 | 24 | 0   |
| 8.  | Sportivo Palermo               | 15  | 15 | 6  | 3 | 6  | 24 | 23 | +1  |
| 9.  | Sportivo Barracas              | 14  | 15 | 5  | 4 | 6  | 35 | 30 | +5  |
| 9.  | Barracas Central               | 14  | 15 | 5  | 4 | 6  | 22 | 26 | -4  |
| 11. | Estudiantes Buenos Aires       | 13  | 15 | 5  | 3 | 7  | 20 | 23 | -3  |
| 11. | Colegiales                     | 13  | 15 | 4  | 5 | 6  | 20 | 26 | -6  |
| 13. | Defensores de Belgrano         | 9   | 15 | 3  | 3 | 9  | 13 | 19 | -6  |
| 13. | Banfield                       | 9   | 15 | 3  | 3 | 9  | 21 | 37 | -16 |
| 15. | Argentino de Lomas             | 6   | 15 | 2  | 2 | 11 | 12 | 25 | -13 |
| 16. | San Fernando                   | 2   | 15 | 1  | 0 | 14 | 13 | 48 | -35 |

|  |                                      |
|  | Disputaram uma partida de desempate. |
|  | Rebaixado.                           |

## Desempate pelo título
| Partida 1           | Partida 1 | Partida 1 | Partida 1         | Partida 1              | Partida 1 |
| Equipe 1            | Resultado | Equipe 2  | Estádio           | Data                   |           |
| ------------------- | --------- | --------- | ----------------- | ---------------------- | --------- |
| Estudiantil Porteño | 3 - 1     | Almagro   | Sportivo Barracas | 27 de dezembro de 1931 |           |

## Premiação
| Campeonato Argentino de Futebol de 1931 (AFAP) |
| ---------------------------------------------- |
| Estudiantil Porteño Campeão (1° título)        |

## Goleadores
| Jogador   | Jogador         | Gols | Equipe  |
| --------- | --------------- | ---- | ------- |
| Argentina | José A. Ciancio | 14   | Almagro |